# Toxik
Toxik — американская метал-группа, образованная в 1985 году в Уэстчестере, штат Нью-Йорк. Группа играла трэш-метал с элементами прогрессивного метала, который в будущем получил название «прогрессивный трэш-метал». Группа, наряду с коллективами типа Mekong Delta и Watchctower, считается одной из самых влиятельных в жанре.

## История
Музыкальный коллектив Toxik был сформирован в 1985 году в Нью-Йорке гитаристом Джошом Христианом и баситом Ли Эрвином. Первоначально группа называлась Tokyo, однако немногим позже сменила наименование на настоящее, так как уже существовал коллектив с точно таким же названием. Позднее к ним присоединились вокалист Майк Сандерс и барабанщик Сэл Дадабо. Данный состав считается оригинальным составом группы, когда та ещё носила наименование Tokyo. Позднее место барабанщика занял Тед Легер, а басиста Брайан Бонини (Ли Эрвин покинул коллектив на основании причин личного характера). В 1986 году коллектив самостоятельно записывает пятипесенную демо-ленту Wasteland, музыка которой заинтересовала лейбл Roadracer Productions (позднее Roadrunner Records). В 1988 году лейбл выпускает дебютный полноформатный альбом группы World Circus, продюсированием которого занимался Том Моррис. Музыкально релиз лежал в плоскости достаточно агрессивного спид-метала с элементами трэша и прогрессива.
После гастролей по Европе в поддержку альбома к группе присоединился второй гитарист Джон Доннелли, а место вокалиста занял Чарльз Сабин. В 1989 году на том же лейбле выходит второй альбом Think This. Альбом получил высокие оценки критиков и вошел в 500 лучших альбомов метала по версии Rock Hard. В 1992 году коллектив распадается.
В феврале 2007 года предпринимается первая попытка реюниона. Из оригинального состава в нём участвовали Кристиан, Сандерс и Бонини. Группа провела серию концертов, но в конце 2007 года Брайан Бонини покинул группу, и вскоре Toxik приостановили деятельность на время.
В 2013 году группа вновь воссоединяется. Кроме концертов, коллектив объявил, что работает над новым студийным материалом и даже дали название будущему альбому - In Humanity, но с 2015 года альбом постоянно откладывался. В 2017 году музыканты выпустили новый материал впервые за долгие годы, записав мини-альбом Breaking Class. В 2022 году было официально объявлено о том, что новый альбом готов и выйдет в свет. Dis Morta был выпущен 5 августа 2022 года и получил благосклонные оценки критиков.

## Музыка
Некоторые музыкальные источники немного по-разному оценивают стилистику группы, сходясь лишь во мнении, что коллектив исполняет трэш-метал. Так, многие рецензенты говорят о наличии в творчестве команды элементов прогрессивного метала, что даёт повод для стилистического определения творчества группы как прогрессивного трэш-метала В то же время некоторые музыкальные критики, например автор книги Энциклопедия Power/Speed Metal Игорь Грачёв, указывают на наличие в стилистике коллектива определённой доли спид-метала.

## Участники

### Текущий состав
- Джош Кристиан – гитара (1985–1992, 2007, 2013–present)
- Джим Демария – ударные (2015–present)
- Шейн Булос – бас-гитара (2017–present)
- Рон Иглесиас – вокал, гитара (2018–present)
- Эрик ван Дрютен – ритм-гитара (2019–present)

### Бывшие участники
- Майк Сандерс – вокал (1985–1988, 2007, 2013–2016)
- Чарли Сэбин – вокал (1988–1992, 2017)
- Ральф Сантолла - гитара (2013-2014; died 2018)
- Джон Доннели – гитара (1988–1992)
- Ли Эрвин – бас-гитара (1985–1986)
- Брайан Бонини – бас-гитара (1986–1992, 2007)
- Билл Бадили – бас-гитара (2013–2017)
- Сэл Дадабо – ударные (1985–1986)
- Тэдл Легер – ударные (1986–1992)
- Лу Калдарола – ударные (2007)
- Джейсон Биттнер – ударные (2013–2014)

## Дискография

### Студийные альбомы
- World Circus (1987)
- Think This (1989)
- Dis Morta (2022)

### Мини-альбомы
- Breaking Clas$ (2017)

### Демо
- Wasteland (1986)
- In Humanity Pre-release (2014)

### Видео
- Dynamo Open Air 1988 (2007)
- Think Again (2010)

### Сборники
- This Is Toxik (2009)
- III Works (2018)